# Оплакивание Христа

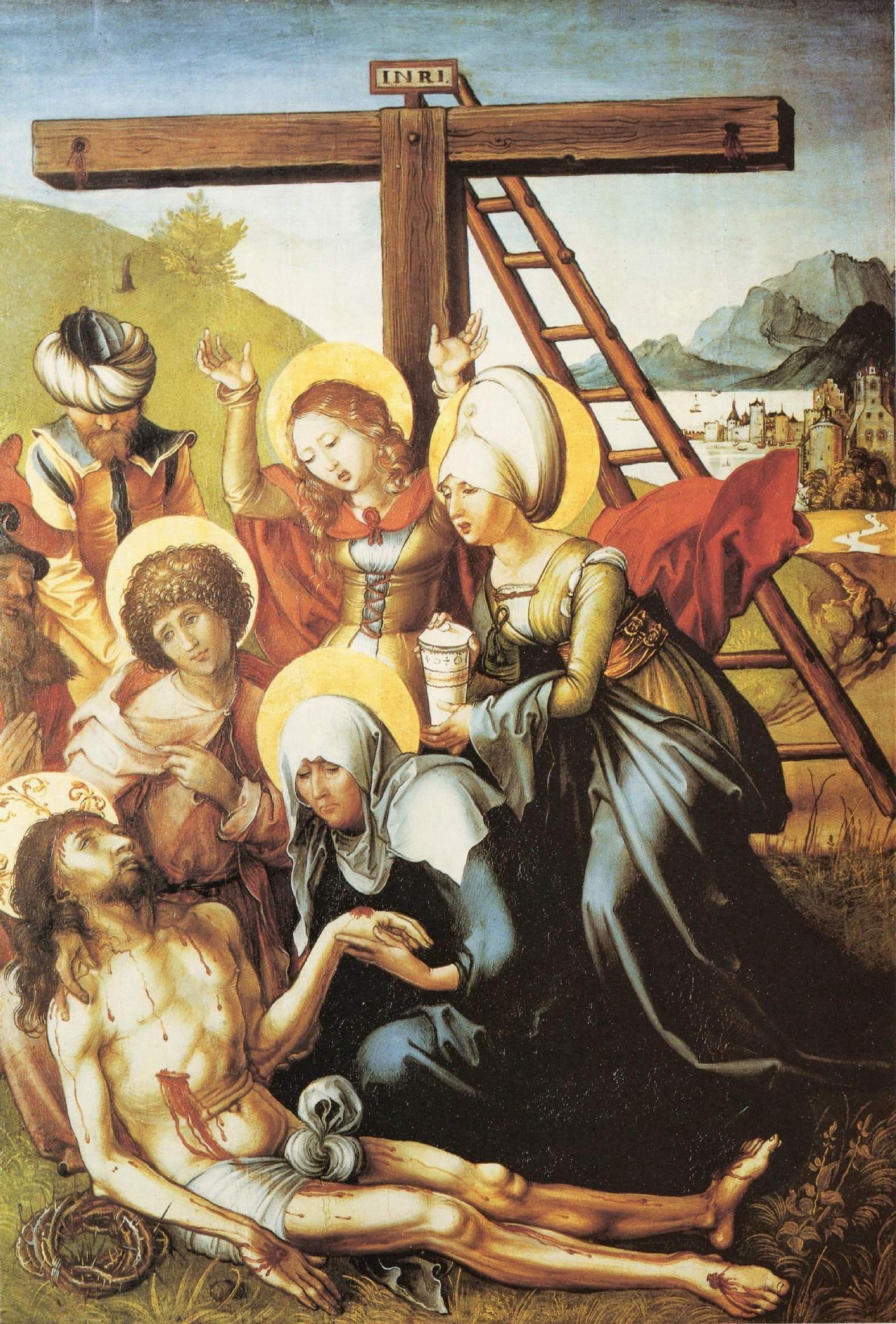
Альбрехт Дюрер

Оплакивание Христа — эпизод Страстей Христовых, следующий за снятием тела Иисуса Христа с креста и предшествующий погребению, который принято выделять как самостоятельную иконографическую сцену. Оплакивание имело место на Голгофе — у подножия Креста, или же у гробницы, во вторую половину дня Страстной пятницы.
В отличие от Пьеты, где тело Иисуса находится на коленях у рыдающей Богоматери и могут не присутствовать другие персонажи, в сцене Оплакивания Христос обычно лежит на земле, окружённый несколькими фигурами.

## Сюжет
В канонических текстах отсутствует описание оплакивания Христа: после снятия тела с креста сразу описывается погребение Иисуса. При этом только сообщается, что «все же, знавшие Его, и женщины, следовавшие за Ним из Галилеи, стояли вдали и смотрели на это» (Лк. 23:49).
Оплакивание Христа является сюжетом в ряде апокрифических и теологических сочинений. В частности, этот эпизод фигурирует в чрезвычайно популярных сочинениях позднеготических мистиков, таких как Псевдо-Бонавентура или Лудольф Саксонский.

### В русской традиции
Так, в старообрядческом сборнике XVII века «Страсти Христовы», составленном на основе раннехристианских апокрифов, приводится подробный рассказ «О положении во гроб Господа Бога и Спаса нашего Исуса Христа Сына Божия и о погребении Его, и о плаче Пресвятая Богородицы над гробом».
Основу повествования составляет плач Богородицы над телом сына, исполненный материнской любви. Она призывает плакать с ней всех матерей, вдов и сирот, старцев, небесные светила и небеса, ангелов:

О солнце незаходимое Боже мой превечный, и творче всем и зиждителю всей твари, како во гроб зайде; не глаголеши ли слово рабе своей сыне и Боже; не ущедриши ли Владыко тебе родьжия; помышляю бо яко ктому не услышу гласа твоего, и ниже узрю доброты лица твоего.

В ответ на страдания своей матери Иисус втайне обращается к ней со словами утешения: «О мати моя Марие, не рыдай мне зрящи во гробе… воскресну и тебе возвеличу яко Бог небесе и земли, и падшаго Адама введу в царство небесное…». Плач Богородицы лёг в основу православного канона «На плач Пресвятой Богородицы», составленного Симеоном Логофетом в X веке. Канон читается в Великую пятницу перед плащаницей, после того как её выносят для символического погребения.

## Участники

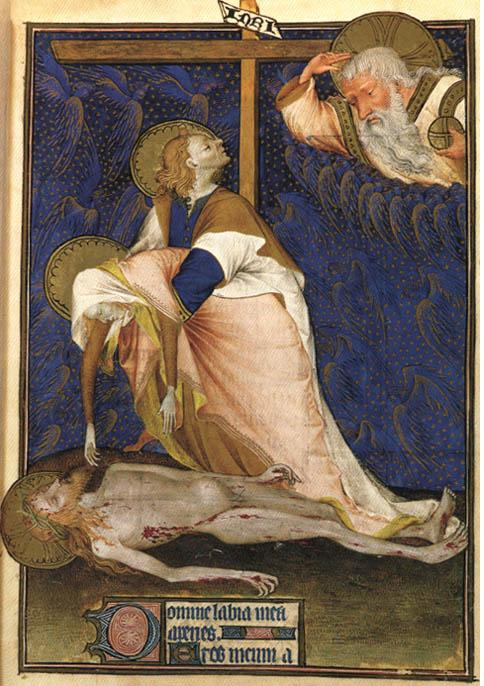
Мастер Роганов, Часослов Креста. Изображён Иоанн, поддерживающий Богоматерь

Участники оплакивания — те же, что и при снятии с креста и погребении. 7 человек:
- Иоанн Богослов
- Иосиф Аримафейский
- Никодим
- Дева Мария
- Мария Магдалина
- две сестры Богоматери, дочери святой Анны от разных отцов — Мария Клеопова и Саломея.

В произведениях искусства число персонажей может меняться, иногда их только три.

## Иконография
Так как сцена оплакивания — не евангельская, в искусстве она появляется достаточно поздно (начиная с XII в.).
Практически всегда тело Иисуса кладётся на плащаницу, которую принёс и держит Иосиф Аримафейский. Богоматерь может терять сознание. Ноги Иисуса поддерживаются Никодимом, либо Магдалиной, которая в данном случае может ещё их и целовать. Иосиф держит тело за плечи.
Хотя Евангелия умалчивают об этой сцене, подобный сюжет находят в руководстве, составленном для византийских художников, а также в мистической литературе XIII—XIV веков — «Размышлениях» Джованни де Каулибуса и «Откровениях» Бригитты Шведской. Впервые она встречается в византийском искусстве XII века, а в следующем столетии — на Западе.
Ерминия Дионисия Фурноаграфиота (начало XVIII века) даёт следующие указания по изображению данного сюжета:

На большом четырёхугольном камне, покрытом белою простынею, распростёрт Христос, обнаженный. Богоматерь, стоя на коленах, лобызает лицо Его. Иосиф целует ноги Его, а Богослов десницу. Позади Иосифа Никодим, опершись на лестницу, смотрит на Христа, Подле Богоматери Мария Магдалина плачет, подняв высоко руки свои, а другие мироносицы терзают волосы свои. Позади них виден крест с надписанием. У ног Христа стоит Никодимова корзина с гвоздями, клещами и молотом, и другой сосуд, как бы малое ведро.

Не следует путать сюжет с близким ему Погребением Христа, где фигурируют те же персонажи. Хотя разница между этими двумя иконографическими сюжетами очень тонкая: Оплакивание — это эмоциональная статичная ситуация, а Погребение предполагает динамическое действие — тело кладут в гробницу. Если Иисус не лежит на земле или на столе, а находится на коленях Богородицы (без множества дополнительных свидетелей), то данный сюжет выделяется как самостоятельный и называется Пьета.

## Галерея

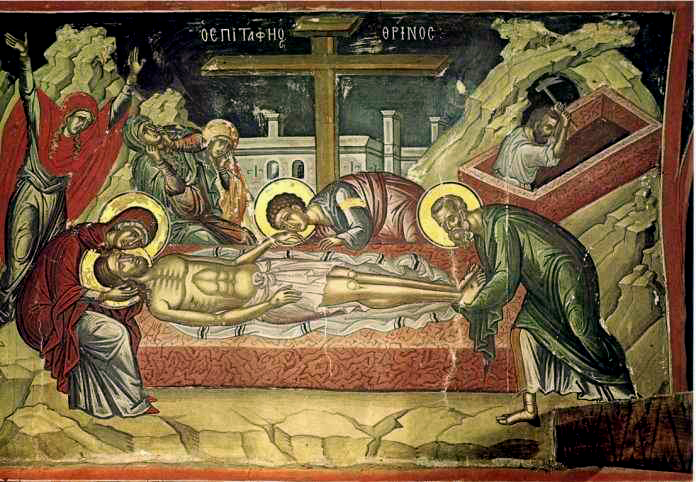
Феофан Критский, фреска афонского монастыря Ставроникита
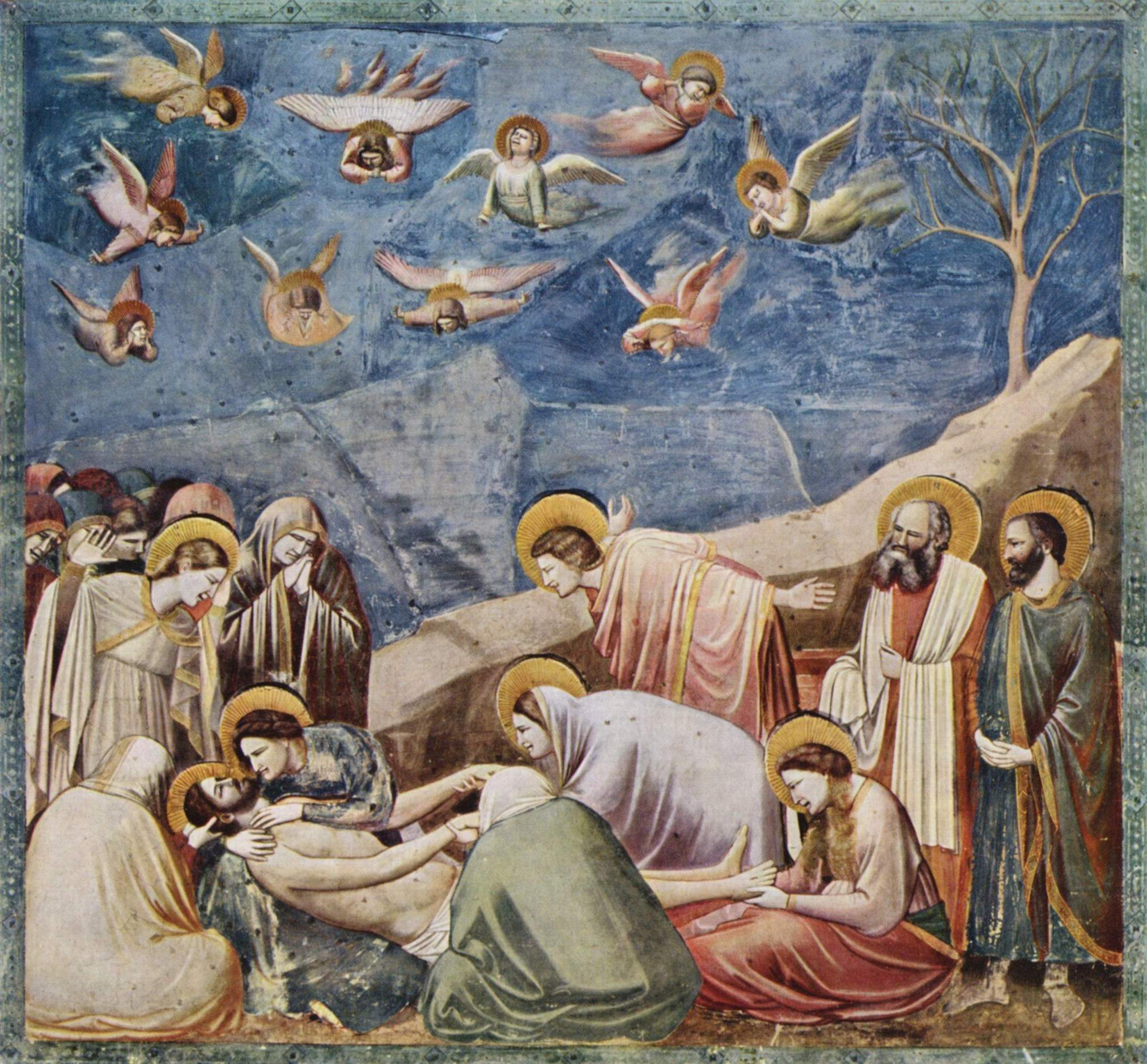
Джотто
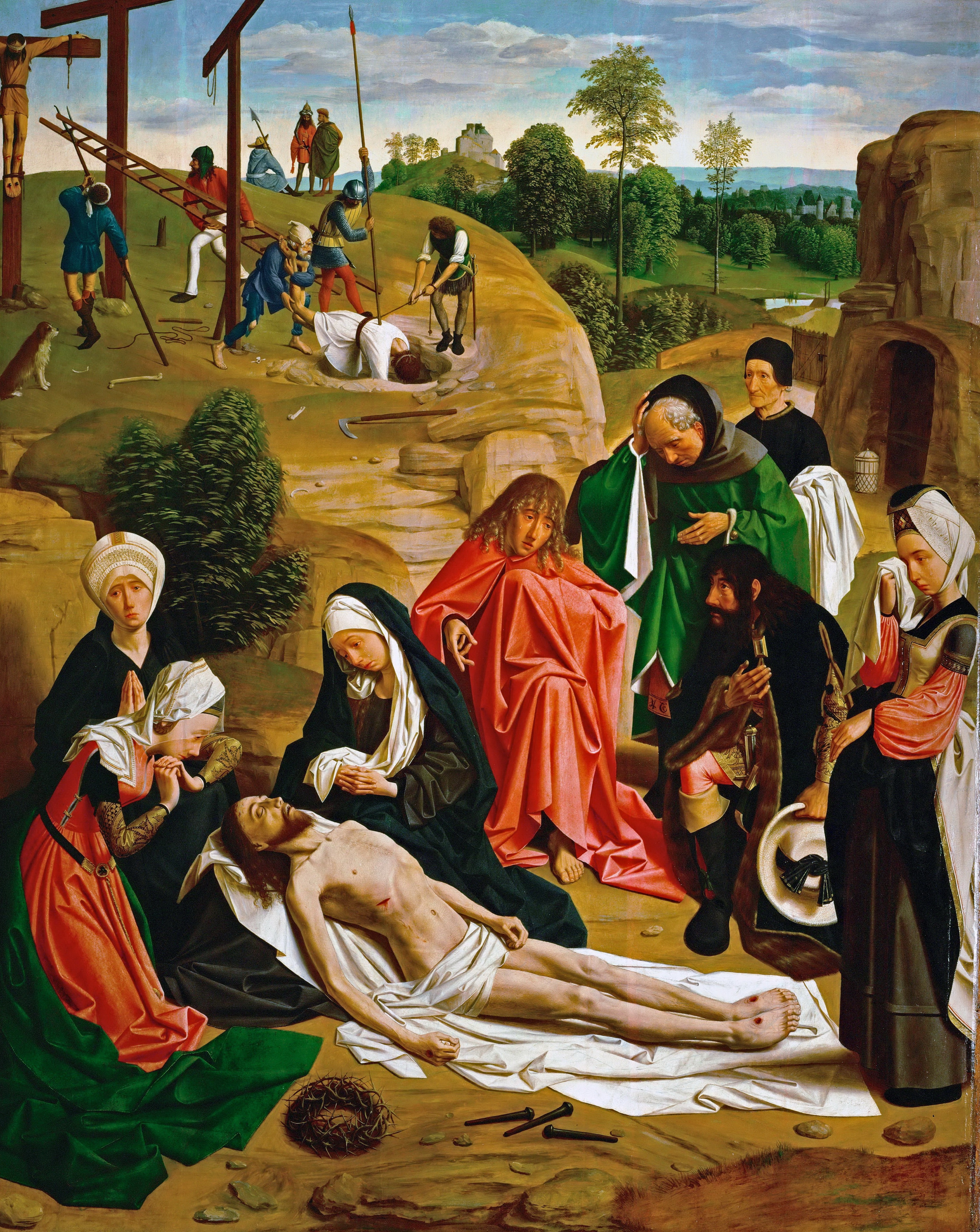
Гертген тот Синт Янс
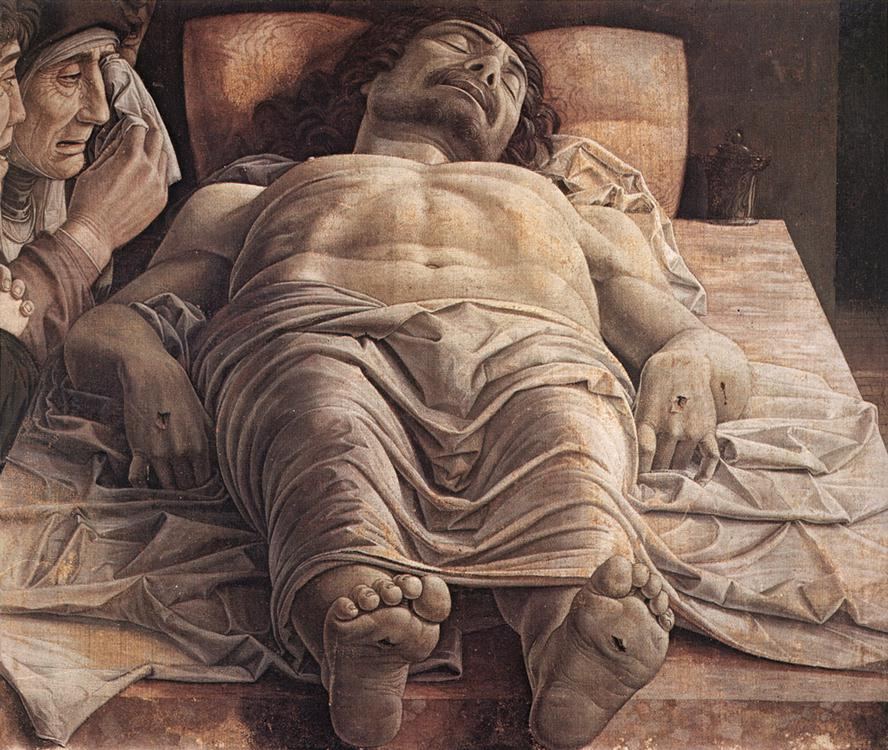
Мантенья
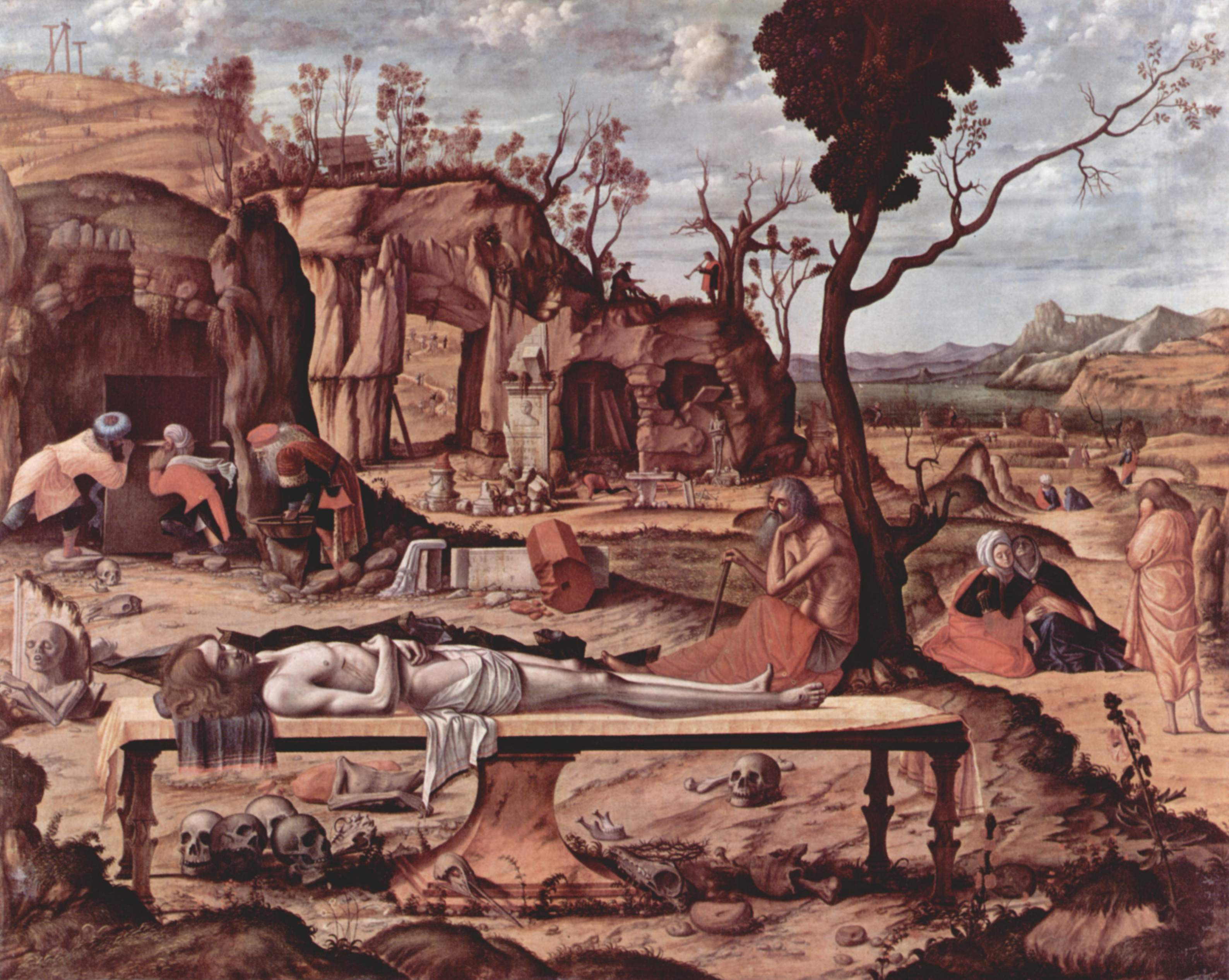
Карпаччо
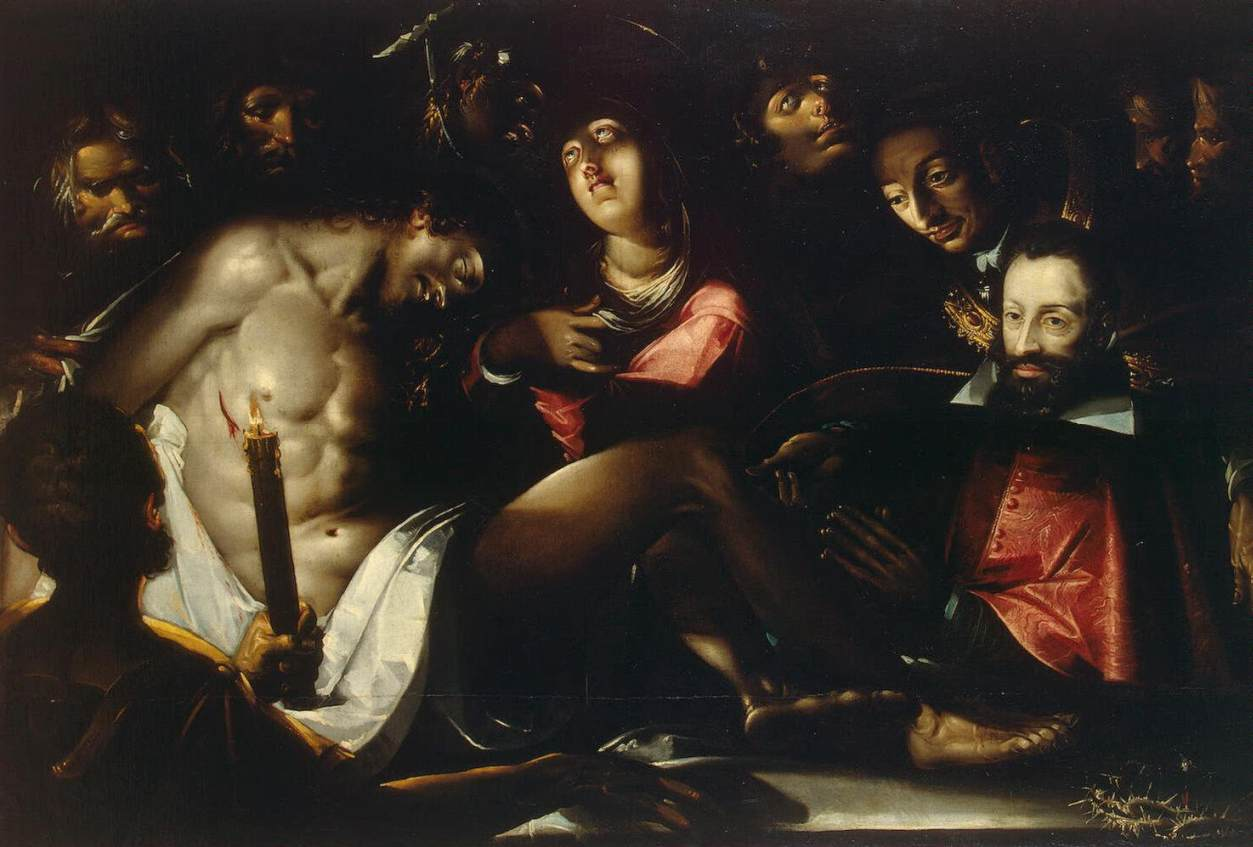
Жак Белланж. Оплакивание Христа
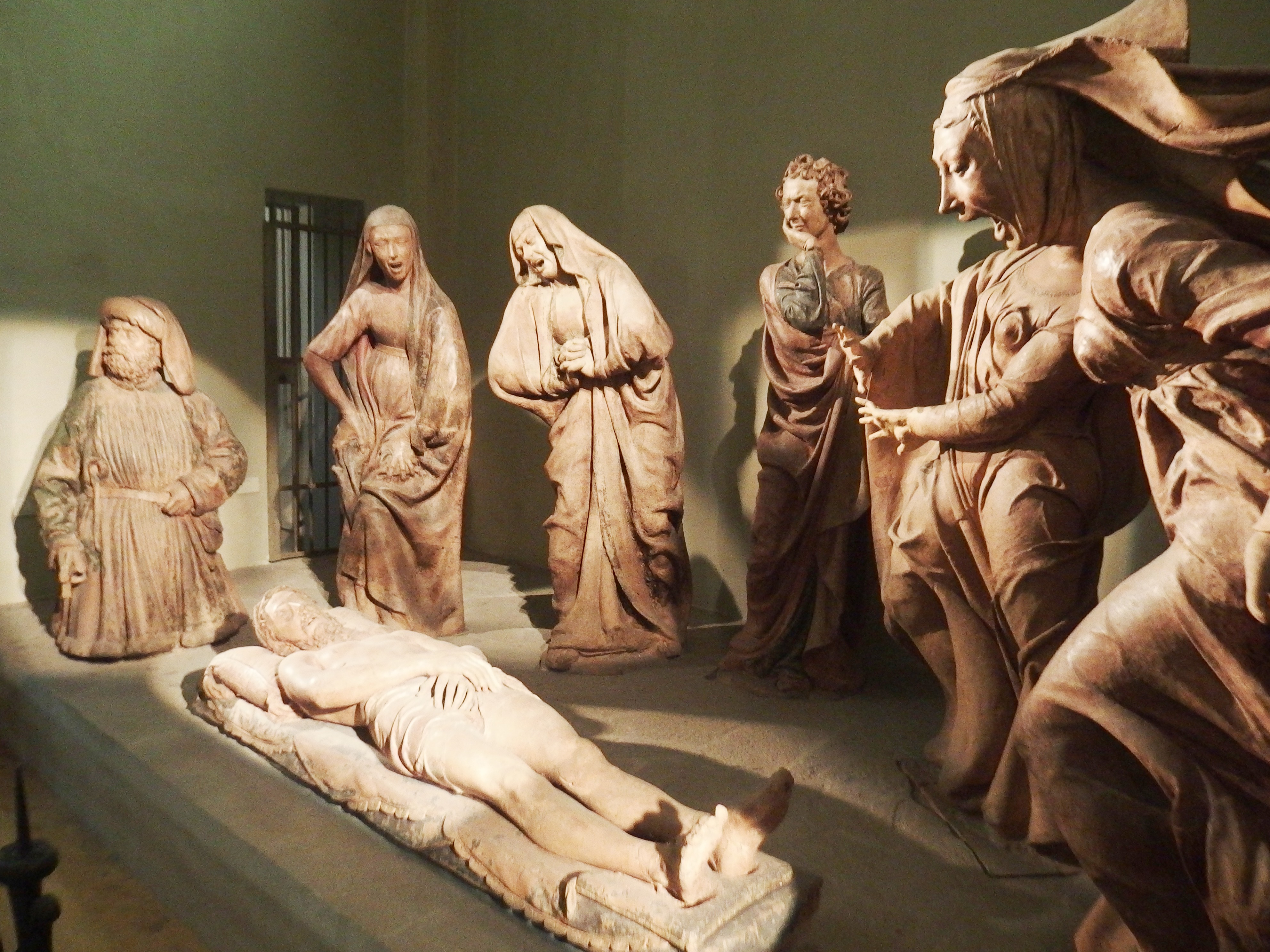
Никколо дель Арка. Терракотовая скульптурная группа «Оплакивание мертвого Христа», Болонья, церковь Санта-Мария делла Вита